# 泰尔纳特
泰尔纳特（荷蘭語：Ternat，荷蘭語發音：[tɛrˈnɑt]）是比利时弗拉芒大區弗拉芒布拉班特省哈勒-维尔福德区的一个市镇，面积24.48平方千米，人口15,481人（2018年1月1日）。泰尔纳特是弗拉芒社群的一部分，官方语言与当地多数居民使用的语言为荷蘭語，不过当地有一定数量的法语人口，但泰尔纳特并不是一个语言便利市镇，市政部门不为法语人士提供语言便利。